# ナミビアの鉄道
ナミビアの鉄道では、ナミビアにおける鉄道について記す。
ナミビアの鉄道はトランスナミブによって運行されており、2017年時点で軌道長2,687 kmである。ドイツ帝国の植民地であった1894年〜1915年の間に多くの鉄道が敷設され、一部は2020年時点でも現役である。

## 鉄道史

### 初期
ドイツ領南西アフリカ初の鉄道は1895年のCape Crossの鉱業用鉄道である。初めての都市間鉄道は首都ウィントフックと大西洋岸のスワコプムントを結ぶものであり、1897年に計画が始動し、1902年に完成した。この計画と並行してOtavi Mining and Railway Company (O.M.E.G.)が設立され、1903〜1906年にスワコプムントからオタビを経由してツメブまで結ぶ路線を敷設した。さらに、O.M.E.G.はオタビからグルートフォンテインを結ぶ支線を1907〜1908年に敷設した。
第一次世界大戦後、ドイツ領南西アフリカの鉄道路線は南アフリカに引き継がれ、南アフリカの鉄道ネットワークと接続された。1990年にナミビアが南アフリカから独立して以降はトランスナミブが運行を担っている。

### African Rail Conference
2002年8月のアフリカ鉄道会議は南アフリカのヨハネスブルグで開催され、貿易促進のためにアフリカの鉄道網を相互に接続することが議論された。

## 事業者
- トランスナミブ

## 隣接国との鉄道接続状況
- アンゴラ - 接続なし
- ザンビア - 接続なし
- ボツワナ - 接続なし
- 南アフリカ共和国 - 接続 - 同じ狭軌を採用1,067 mm